# Traité anglo-portugais de 1878
Le traité anglo-portugais de 1878 est un accord économique entre le Portugal et le Royaume-Uni concernant leurs relations commerciales et le chemin de fer dans leurs colonies en Inde. Il s'inscrit dans la continuité de l'alliance anglo-portugaise qui date du XIVe siècle.

## Objectifs
Le Portugal veut mettre fin à l'isolement commercial de l'Inde portugaise afin de développer son économie. Il envisage pour cela une union douanière avec l'Inde britannique et la construction d'une ligne de chemin de fer. En retour, il offre au Royaume-Uni le monopole sur le commerce du sel ; en effet, le sel de Goa était considéré comme une menace pour la politique de taxation du sel imposée en Inde britannique.

## Dispositions
Les principales dispositions du traité sont, :
- Liberté réciproque de commerce, navigation et transit à travers les deux territoires de l'Inde portugaise et britannique ;
- Abolition de tous les droits de douane aux frontières entre les deux territoires ;
- Uniformisation des droits de douane à l'importation et à l'exportation par mer, avec, cependant, des dispositions spéciales concernant le sel, les liqueurs spiritueuses et l'opium ;
- Introduction en Inde portugaise du système de droit d'accise sur les liqueurs spiritueuses selon la loi de la Présidence de Bombay ;
- Prohibition de l'exportation de l'opium depuis l'Inde portugaise, de sa culture et de sa transformation, sauf pour le compte du gouvernement britannique ;
- Monopole du gouvernement de la Présidence de Bombay sur l'extraction du sel et son commerce en Inde portugaise avec la possibilité pour le gouvernement de l'Inde britannique de limiter la production en Inde portugaise et de supprimer, si nécessaire, les salines qui s'y trouvent ;
- Accord mutuel pour la création d'une ligne de chemin de fer depuis la ville de New Hubli jusqu'au port de Mormugao et son extension depuis New Hubli jusqu'à Bellary.

## Conséquences
Le traité a pour conséquences d'appauvrir les paysans de Goa par l'instauration d'un monopole britannique sur l'extraction, la transformation, la commercialisation et la taxation du sel. La contraction de l'économie de Goa amène une émigration à large échelle des habitants de l'endroit vers l'Inde britannique, particulièrement Bombay,,. Dans ses aspects positifs, il permet la construction du West of India Portuguese Railway (en) qui relie Goa à l'Inde britannique, et la création de l'autorité de contrôle du port de Mormugao.

## Fin de l'application
Du fait des effets délétères du traité sur l'économie de Goa, les Portugais font pression pour annuler le traité. Le gouvernement de l'Inde britannique n'obtient pas non plus de bénéfices substantiels du-dit. Cela conduit à son abandon en 1892, lorsqu'il n'est pas renouvelé par les parties prenantes.